# Ordre de bataille unioniste de Chancellorsville
Les unités et commandants suivants de l'armée de l'Union ont combattu lors la bataille de Chancellorsville de la guerre de Sécession. L'ordre de bataille confédéré de Chancellorsville est indiqué séparément. L'ordre de bataille est compilé à partir de l'organisation de l'armée au cours de la bataille, les décomptes des victimes et les rapports.

## Abréviations utilisées

### Grade militaire
- Major général
- Brigadier général
- Colonel
- Lieutenant colonel
- Commandant
- Capitaine
- Premier lieutenant

### Autre
- (b) = blessé
- mb = mortellement blessé
- † = tué
- (PDG) = capturé

## Armée du Potomac
Major général Joseph Hooker

### État-major général et quartiers généraux
État-Major général
- Chef d'état-major :  Major général Daniel Butterfield
- Adjoint de l'adjudant-général :  Brigadier général Seth Williams
- Chef quartier maître :  Brigadier général Rufus Ingalls
- Chef des ingénieurs :  Brigadier général Gouverneur K. Warren
- Bureau de l'information militaire :  Colonel George H. Sharpe
- Directeur médical:  Commandant Jonathan Letterman

Quartiers généraux :
Commandement du marshal de la prévôté général :  Brigadier général Marsena R. Patrick
- 93rd New York :  Colonel John S. Crocker
- 8th U.S., compagnies A, B, C, D, F, et G :  Capitaine Edwin W. H. Read
- 6th Pennsylvania Cavalry, compagnies E et I :  Capitaine James Starr
- Détachement ce cavalerie régulière :  Premier lieutenant Tattnall Paulding

Brigade de Patrick :  Colonel William F. Rogers
- 21st New York :  Lieutenant colonel Chester W. Steinberg
- 23rd New York :  Colonel Henry C. Hoffman
- 35th New York :  Colonel John G. Todd
- 80th New York (20th Militia) :  Colonel Theodore B. Gates
- Batterie B de l'artillerie légère du Maryland :  Capitaine Alonzo Snow
- 12e batterie du l'artillerie légère de l'Ohio :  Capitaine Aaron C. Johnson

Brigade des ingénieurs :  Brigadier général Henry W. Benham
- 15th New York Engineer :  Colonel Clinton G. Colgate
- 50th New York Engineer :  Colonel Charles B. Stuart
- Bataillon des ingénieurs des États-Unis :  Capitaine Chauncey B. Reese

Corps des signaux :  Capitaine Samuel T. Cushing
Détachement de l'ordonnance :  Premier lieutenant John R. Edie, Jr
Gardes et officiers de service :
- Oneida (New York) Cavalry :  Capitaine Daniel P. Mann

### Ie corps
Major général John F. Reynolds
Chef de l'artillerie :  Colonel Charles S. Wainwright
Escorte :
- 1st Maine Cavalry, compagnie L :  Capitaine Constantine Taylor

| Division                                               | Brigade                                              | Régiments et autres |
| ------------------------------------------------------ | ---------------------------------------------------- | --- |
| Première division Brigadier général James S. Wadsworth | Première brigade Colonel Walter Phelps, Jr.          | - 22nd New York : Commandant Thomas J. Strong - 24th New York : Colonel Samuel R. Beardsley - 30th New York : Colonel William M. Searing - 84th New York (14th Militia) : Colonel Edward B. Fowler |
| Première division Brigadier général James S. Wadsworth | Deuxième brigade Brigadier général Lysander Cutler   | - 7th Indiana : Lieutenant colonel Ira G. Grover - 76th New York : Colonel William P. Wainwright - 95th New York : Colonel George H. Biddle - 147th New York : Colonel John G. Butler - 56th Pennsylvania : Colonel J. William Hofmann                                                                                      |
| Première division Brigadier général James S. Wadsworth | Troisième brigade Brigadier général Gabriel R. Paul  | - 22nd New Jersey : Colonel Abraham G. Demarest - 29th New Jersey : Colonel William R. Taylor - 30th New Jersey : Colonel John J. Cladek - 31st New Jersey : Lieutenant colonel Robert R. Honeyman - 137th Pennsylvania : Colonel Joseph B. Kiddoo                                                                          |
| Première division Brigadier général James S. Wadsworth | Quatrième brigade Brigadier général Solomon Meredith | - 19th Indiana : Colonel Samuel J. Williams - 24th Michigan : Colonel Henry A. Morrow - 2nd Wisconsin : Colonel Lucius Fairchild - 6th Wisconsin : Colonel Edward S. Bragg - 7th Wisconsin : Colonel William W. Robinson |
| Première division Brigadier général James S. Wadsworth | Artillerie Capitaine John A. Reynolds                | - New Hampshire Light, 1st Battery : Capitaine Frederick M. Edgell - 1st New York Light, Battery L : Capitaine John A. Reynolds - 4th United States, Battery B : Premier lieutenant James Stewart |
| Deuxième division Brigadier général John C. Robinson   | Première brigade Colonel Adrian R. Root              | - 16th Maine : Colonel Charles W. Tilden - 94th New York : Capitaine Samuel A. Moffett - 104th New York : Colonel Gilbert G. Prey - 107th Pennsylvania : Colonel Thomas F. McCoy |
| Deuxième division Brigadier général John C. Robinson   | Deuxième brigade Brigadier général Henry Baxter      | - 12th Massachusetts : Colonel James L. Bates - 26th New York : Lieutenant colonel Gilbert S. Jennings - 90th Pennsylvania : Colonel Peter Lyle - 136th Pennsylvania : Colonel Thomas M. Bayne |
| Deuxième division Brigadier général John C. Robinson   | Troisième brigade Colonel Samuel H. Leonard          | - 13th Massachusetts : Lieutenant colonel N. Walter Batchelder - 83rd New York (9th Militia) : Lieutenant colonel Joseph A. Moesch - 97th New York : Colonel Charles Wheelock - 11th Pennsylvania : Colonel Richard Coulter - 88th Pennsylvania : Lieutenant colonel Louis Wagner                                           |
| Deuxième division Brigadier général John C. Robinson   | Artillerie Capitaine Dunbar R. Ransom                | - Maine Light, 2nd Battery (B): Capitaine James A. Hall - Maine Light, 5th Battery (E): Capitaine George F. Leppien (b), Premier lieutenant Edmund Kirby (mb), Premier lieutenant Greenleaf T. Stevens - Pennsylvania Light, Battery C: Capitaine James Thompson - 5th United States, Battery C: Capitaine Dunbar R. Ransom |
| Troisième division Major général Abner Doubleday       | Première brigade Brigadier général Thomas A. Rowley  | - 121st Pennsylvania : Colonel Chapman Biddle - 135th Pennsylvania : Colonel James R. Porter - 142nd Pennsylvania : Colonel Robert P. Cummins - 151st Pennsylvania : Colonel Harrison Allen |
| Troisième division Major général Abner Doubleday       | Deuxième brigade Colonel Roy Stone                   | - 143rd Pennsylvania : Colonel Edmund L. Dana - 149th Pennsylvania : Lieutenant colonel Walton Dwight - 150th Pennsylvania : Colonel Langhorne Wister |
| Troisième division Major général Abner Doubleday       | Artillerie Commandant Ezra W. Matthews               | - 1st Pennsylvania Light, Battery B : Capitaine James H. Cooper - 1st Pennsylvania Light, Battery F : Premier lieutenant R. Bruce Ricketts - 1st Pennsylvania Light, Battery G : Capitaine Frank P. Amsden |

### IIe corps
Major général Darius N. Couch
Chef de l'artillerie et adjoint de l'inspecteur général :  Lieutenant colonel Charles H. Morgan
Escorte :
- 6th New York Cavalry, compagnies D et K :  Capitaine Riley Johnson

| Division                                            | Brigade                                                                                      | Régiments et autres |
| --------------------------------------------------- | -------------------------------------------------------------------------------------------- | --- |
| Première division Major général Winfield S. Hancock | Première brigade Brigadier général John C. Caldwell                                          | - 5th New Hampshire : Colonel Edward E. Cross, Lieutenant colonel Charles E. Hapgood - 61st New York : Colonel Nelson A. Miles (b), Lieutenant colonel K. Oscar Broady - 81st Pennsylvania : Colonel H. Boyd McKeen (b) - 148th Pennsylvania : Colonel James A. Beaver (b), Commandant George A. Fairlamb                                                                 |
| Première division Major général Winfield S. Hancock | Deuxième brigade Brigadier général Thomas F. Meagher                                         | - 28th Massachusetts: Colonel Richard Byrnes - 63rd New York: Lieutenant colonel Richard C. Bentley - 69th New York: Capitaine James E. McGee - 88th New York: Colonel Patrick Kelly - 116th Pennsylvania (bataillon) : Commandant St. Clair A. Mulholland |
| Première division Major général Winfield S. Hancock | Troisième brigade Brigadier général Samuel K. Zook                                           | - 52nd New York : Colonel Paul Frank (b), Lieutenant colonel Charles G. Freudenberg - 57th New York : Lieutenant colonel Alford B. Chapman - 66th New York : Colonel Orlando H. Morris - 140th Pennsylvania : Colonel Richard P. Roberts |
| Première division Major général Winfield S. Hancock | Quatrième brigade Colonel John R. Brooke                                                     | - 27th Connecticut : Colonel Richard S. Bostwick (PDG) - 2nd Delaware : Lieutenant colonel David L. Stricker - 64th New York : Colonel Daniel G. Bingham - 53rd Pennsylvania : Lieutenant colonel Richards McMichael - 145th Pennsylvania : Colonel Hiram L. Brown |
| Première division Major général Winfield S. Hancock | Artillerie Capitaine Rufus D. Pettit                                                         | - 1st New York Light, Battery B : Capitaine Rufus D. Pettit - 4th United States, Battery C : Premier lieutenant Evan Thomas |
| Deuxième division Brigadier général John Gibbon     | Première brigade Brigadier général Alfred Sully Colonel Henry W. Hudson Colonel Byron Laflin | - 19th Maine : Colonel Francis E. Heath - 15th Massachusetts : Commandant George C. Joslin - 1st Minnesota : Lieutenant colonel William Colville, Jr. - 34th New York : Colonel Byron Laflin, Lieutenant colonel John Beverly - 82nd New York (2nd Militia) : Colonel Henry W. Hudson, Lieutenant colonel James Huston                                                    |
| Deuxième division Brigadier général John Gibbon     | Deuxième brigade Brigadier général Joshua T. Owen                                            | - 69th Pennsylvania : Colonel Dennis O'Kane - 71st Pennsylvania : Colonel Richard P. Smith - 72nd Pennsylvania : Colonel De Witt C. Baxter - 106th Pennsylvania : Colonel Turner G. Morehead |
| Deuxième division Brigadier général John Gibbon     | Troisième brigade Colonel Norman J. Hall                                                     | - 19th Massachusetts : Lieutenant colonel Arthur F. Devereux - 20th Massachusetts : Lieutenant colonel George N. Macy - 7th Michigan : Capitaine Amos E. Steele, Jr. - 42nd New York : Colonel James E. Mallon - 59th New York : Lieutenant colonel Max A. Thoman - 127th Pennsylvania : Colonel William W. Jennings                                                      |
| Deuxième division Brigadier général John Gibbon     | Sharpshooters                                                                                | - 1st Company Massachusetts : Capitaine William Plumer |
| Deuxième division Brigadier général John Gibbon     | Artillerie                                                                                   | - 1st Rhode Island Light, Battery A : Capitaine William A. Arnold - 1st Rhode Island Light, Battery B : Capitaine Thomas Frederick Brown |
| Troisième division Major général William H. French  | Première brigade Colonel Samuel S. Carroll                                                   | - 14th Indiana : Colonel John Coons - 24th New Jersey : Colonel William B. Robertson - 28th New Jersey : Lieutenant colonel John A. Wildrick (PDG), Commandant Samuel K. Wilson - 4th Ohio : Lieutenant colonel Leonard W. Carpenter - 8th Ohio : Lieutenant colonel Franklin Sawyer - 7th West Virginia : Colonel Joseph Snider, Lieutenant colonel Jonathan H. Lockwood |
| Troisième division Major général William H. French  | Deuxième brigade Brigadier général William Hays (b) & (PDG) Colonel Charles J. Powers        | - 14th Connecticut : Commandant Theodore G. Ellis - 12th New Jersey : Colonel J. Howard Willets (b), Commandant John T. Hill - 108th New York : Colonel Charles J. Powers, Lieutenant colonel Francis E. Pierce - 130th Pennsylvania : Colonel Levi Maish (b), Commandant Joseph S. Jenkins                                                                               |
| Troisième division Major général William H. French  | Troisième brigade Colonel John D. MacGregor Colonel Charles Albright                         | - 1st Delaware : Colonel Thomas A. Smyth - 4th New York ; Lieutenant colonel William Jameson - 132nd Pennsylvania : Colonel Charles Albright, Lieutenant colonel Joseph E. Shreve |
| Troisième division Major général William H. French  | Artillerie                                                                                   | - 1st New York Light, Battery G : Premier lieutenant Nelson Ames - 1st Rhode Island Light, Battery G : Capitaine George W. Adams |
| Troisième division Major général William H. French  | Garde de la prévôté                                                                          | - 10th New York (4 compagnies) : Commandant George F. Hopper |
|                                                     | Artillerie de réserve                                                                        | - 1st United States, Battery I : Premier lieutenant Edmund Kirby, Premier lieutenant George A. Woodruff - 4th United States, Battery A: Premier lieutenant Alonzo H. Cushing |

### IIIe corps
Major général Daniel Sickles
Chef de l'artillerie :  Capitaine George E. Randolph
| Division                                                                                       | Brigade                                                                        | Régiments et autres |
| ---------------------------------------------------------------------------------------------- | ------------------------------------------------------------------------------ | --- |
| Première division Brigadier général David B. Birney                                            | Première brigade Brigadier général Charles K. Graham Colonel Thomas W. Egan    | - 57th Pennsylvania : Colonel Peter Sides - 63rd Pennsylvania : Lieutenant colonel William S. Kirkwood (mb), Capitaine James F. Ryan - 68th Pennsylvania : Colonel Andrew H. Tippin - 105th Pennsylvania : Colonel Amor A. McKnight (†), Lieutenant colonel Calvin A. Craig - 114th Pennsylvania : Colonel Charles H. T. Collis, Lieutenant colonel Frederick F. Cavada - 141st Pennsylvania : Colonel Henry J. Madill                                                                                                  |
| Première division Brigadier général David B. Birney                                            | Deuxième brigade Brigadier général J. H. Hobart Ward                           | - 20th Indiana : Colonel John Wheeler - 3rd Maine : Colonel Moses B. Lakeman - 4th Maine : Colonel Elijah Walker - 38th New York : Colonel P. Regis de Trobriand - 40th New York : Colonel Thomas W. Egan - 99th Pennsylvania : Colonel Asher S. Leidy |
| Première division Brigadier général David B. Birney                                            | Troisième brigade Colonel Samuel B. Hayman                                     | - 17th Maine : Lieutenant colonel Charles B. Merrill, Colonel Thomas A. Roberts - 3rd Michigan : Colonel Byron R. Pierce (b), Lieutenant colonel Edwin S. Pierce - 5th Michigan : Lieutenant colonel Edward T. Sherlock (†), Commandant John Pulford - 1st New York : Lieutenant colonel Francis L. Leland - 37th New York : Lieutenant colonel Gilbert Riordan |
| Première division Brigadier général David B. Birney                                            | Artillerie Capitaine A. Judson Clark                                           | - New Jersey Light, Battery B : Premier lieutenant Robert Sims - 1st Rhode Island Light, Battery E : Premier lieutenant Pardon S. Jastram - 3rd United States, batteries F et K : Premier lieutenant John G. Turnbull |
| Deuxième division Major général Hiram Berry (†) Brigadier général Joseph B. Carr               | Première brigade Brigadier général Joseph B. Carr Colonel William E. Blaisdell | - 1st Massachusetts : Colonel Napoleon B. McLaughlen - 11th Massachusetts : Colonel William E. Blaisdell, Lieutenant colonel Porter D. Tripp - 16th Massachusetts : Lieutenant colonel Waldo Merriam - 11th New Jersey : Colonel Robert McAllister - 26th Pennsylvania : Colonel Benjamin C. Tilghman (b), Commandant Robert L. Bodine |
| Deuxième division Major général Hiram Berry (†) Brigadier général Joseph B. Carr               | Deuxième brigade Brigadier général Joseph W. Revere Colonel J. Egbert Farnum   | - 70th New York : Colonel J. Egbert Farnum, Lieutenant colonel Thomas Holt - 71st New York : Colonel Henry L. Potter - 72nd New York : Colonel William O Stevens (†), Commandant John Leonard - 73rd New York : Commandant Michael W. Burns - 74th New York : Lieutenant colonel Wm. H. Lounsbury (b), Capitaine Henry M. Alles (b), Capitaine Francis E. Tyler - 120th New York : Lieutenant colonel Cornelius D. Westbrook                                                                                            |
| Deuxième division Major général Hiram Berry (†) Brigadier général Joseph B. Carr               | Troisième brigade Brigadier général Gershom Mott (b) Colonel William J. Sewell | - 5th New Jersey : Colonel William J. Sewell, Commandant Ashbel W. Angel (b), Capitaine Virgil M. Healy - 6th New Jersey : Colonel George C. Burling (b), Lieutenant colonel Stephen R. Gilkyson - 7th New Jersey : Colonel Louis R. Francine, Lieutenant colonel Francis Price - 8th New Jersey : Colonel John Ramsey (b), Capitaine John Langton - 2nd New York : Colonel Sidney W. Park (b), Lieutenant colonel William A. Olmsted - 115th Pennsylvania : Colonel Francis A. Lancaster (†), Commandant John P. Dunne |
| Deuxième division Major général Hiram Berry (†) Brigadier général Joseph B. Carr               | Artillerie Capitaine Thomas W. Osborn                                          | - 1st New York Light, Battery D : Premier lieutenant George B. Winslow - New York Light, 4th Battery : Premier lieutenant William T. McLean - 1st United States, Battery H : Premier lieutenant Justin E. Dimick (mb), Premier lieutenant James A. Sanderson - 4th United States, Battery K : Premier lieutenant Francis W. Seeley |
| Troisième division Brigadier général Amiel W. Whipple (mb) Brigadier général Charles K. Graham | Première brigade Colonel Emlen Franklin                                        | - 86th New York : Lieutenant colonel Bena J. Chapin (†), Capitaine Jacob H. Lansing - 124th New York : Colonel A. Van Horne Ellis - 122nd Pennsylvania : Lieutenant colonel Edward McGovern |
| Troisième division Brigadier général Amiel W. Whipple (mb) Brigadier général Charles K. Graham | Deuxième brigade Colonel Samuel M. Bowman                                      | - 12th New Hampshire : Colonel Joseph H. Potter (b), Lieutenant colonel John F. Marsh (b), Commandant George D. Savage (b) - 84th Pennsylvania : Lieutenant colonel Milton Opp - 110th Pennsylvania : Colonel James Crowther (†), Commandant David M. Jones (b) & (PDG) |
| Troisième division Brigadier général Amiel W. Whipple (mb) Brigadier général Charles K. Graham | Troisième brigade Colonel Hiram Berdan                                         | - 1st United States Sharpshooters : Lieutenant colonel Casper Trepp - 2nd United States Sharpshooters : Commandant Homer R. Stoughton |
| Troisième division Brigadier général Amiel W. Whipple (mb) Brigadier général Charles K. Graham | Artillerie Capitaine James F. Huntington                                       | - New York Light, 10th Battery: Premier lieutenant Samuel Lewis - New York Light, 11th Battery : Premier lieutenant John E. Burton - 1st Ohio Light, Battery H : Capitaine James F. Huntington |

### Ve corps
Major général George Meade
Chef de l'artillerie :  Capitaine Stephen H. Weed
Escorte :
- 17th Pennsylvania Cavalry (2 compagnies) :  Capitaine William Thompson

| Division                                                 | Brigade                                                          | Régiments et autres |
| -------------------------------------------------------- | ---------------------------------------------------------------- | --- |
| Première division Brigadier général Charles Griffin      | Première brigade Brigadier général James Barnes                  | - 2nd Maine : Colonel George Varney - 18th Massachusetts : Colonel Joseph Hayes - 22nd Massachusetts : Colonel William S. Tilton - 2nd Company Massachusetts Sharpshooters : Premier lieutenant Robert Smith - 1st Michigan : Colonel Ira C. Abbott - 13th New York (2 compagnies) : Capitaine William Downey - 25th New York : Colonel Charles A. Johnson - 118th Pennsylvania : Colonel Charles M. Prevost |
| Première division Brigadier général Charles Griffin      | Deuxième brigade Colonel James McQuade Colonel Jacob B. Sweitzer | - 9th Massachusetts : Colonel Patrick R. Guiney - 32nd Massachusetts : Lieutenant colonel Luther Stephenson - 4th Michigan : Colonel Harrison H. Jeffords - 14th New York : Lieutenant colonel Thomas M. Davies - 62nd Pennsylvania : Colonel Jacob B. Sweitzer, Lieutenant colonel James C. Hull |
| Première division Brigadier général Charles Griffin      | Troisième brigade Colonel Thomas B. W. Stockton                  | - 20th Maine(p5), : Lieutenant colonel Joshua Chamberlain - 16th Michigan : Lieutenant colonel Norval E. Welch - Brady's Company Michigan Sharpshooters - 12th New York : Capitaine William Huson - 17th New York : Lieutenant colonel Nelson B. Bartram - 44th New York : Colonel James C. Rice - 83rd Pennsylvania : Colonel Strong Vincent |
| Première division Brigadier général Charles Griffin      | Artillerie Capitaine Augustus P. Martin                          | - Massachusetts Light, 3rd Battery (C) : Capitaine Augustus P. Martin - Massachusetts Light, 5th Battery (E) : Capitaine Charles A. Phillips - 1st Rhode Island Light, Battery C : Capitaine Richard Waterman - 5th United States, Battery D : Premier lieutenant Charles E. Hazlett |
| Deuxième division Major général George Sykes             | Première brigade Brigadier général Romeyn B. Ayres               | - 3rd United States, compagnies B, C, F, G, I, et K : Capitaine John D. Wilkins - 4th United States, compagnies C, F, H, et K : Capitaine Hiram Dryer - 12th United States, compagnies A, B. C, D, et G, 1st Battalion, et A, C, et D, 2nd Battalion : Commandant Richard S. Smith - 14th United States, compagnies A, B, D, E, F, et G, 1st Battalion, et F et G, 2nd Battalion : Capitaine Jonathan B. Hager, Commandant Grotius R. Giddings |
| Deuxième division Major général George Sykes             | Deuxième brigade Colonel Sidney Burbank                          | - 2nd United States, compagnies B, C, F, I, et K : Capitaine Salem S. Marsh (†), Capitaine Samuel A. McKee - 6th United States, Companies D, F, G, H, et I: Capitaine Levi C. Bootes - 7th United States, compagnies A, B, E, et I : Capitaine David P. Hancock - 10th United States, compagnies D, G, et H : Premier lieutenant Edward G. Bush - 11th United States, compagnies B, C, D, E, F, et G, 1st Battalion, et C et D, 2nd Battalion : Commandant DeLancey Floyd-Jones - 17th United States, compagnies A, C, D, G, et H, 1st Battalion, et A et B, 2nd Battalion) : Commandant George L. Andrews |
| Deuxième division Major général George Sykes             | Troisième brigade Colonel Patrick O'Rorke                        | - 5th New York : Colonel Cleveland Winslow - 140th New York : Lieutenant colonel Louis Ernst - 146th New York : Colonel Kenner Garrard |
| Deuxième division Major général George Sykes             | Artillerie Capitaine Stephen H. Weed                             | - 1st Ohio Light, batterie L : Capitaine Frank C. Gibbs - 5th United States, batterie I : Premier lieutenant Malbone F. Watson |
| Troisième division Brigadier général Andrew A. Humphreys | Première brigade Brigadier général Erastus B. Tyler              | - 91st Pennsylvania : Colonel Edgar M. Gregory (b), Lieutenant colonel Joseph H. Sinex - 126th Pennsylvania : Lieutenant colonel David W. Rowe (b) - 129th Pennsylvania : Colonel Jacob G. Frick - 134th Pennsylvania : Colonel Edward O'Brien |
| Troisième division Brigadier général Andrew A. Humphreys | Deuxième brigade Colonel Peter H. Allabach                       | - 123rd Pennsylvania : Colonel John B. Clark - 131st Pennsylvania : Commandant Robert W. Patton - 133rd Pennsylvania : Colonel Franklin B. Speakman - 155th Pennsylvania : Lieutenant colonel John H. Cain |
| Troisième division Brigadier général Andrew A. Humphreys | Artillerie Capitaine Alanson M. Randol                           | - 1st New York Light, Battery C : Capitaine Almont Barnes - 1st United States, Batteries E and G : Capitaine Alanson M. Randol |

### VIe corps
Major général John Sedgwick
Chef de l'artillerie :  Colonel Charles H. Tompkins
Escorte :  Commandant Hugh H. Janeway
- 1st New Jersey Cavalry, compagnie L :  Premier lieutenant Voorhees Dye
- 1st Pennsylvania Cavalry, compagnie H :  Capitaine William S. Craft

| Division                                                                | Brigade | Régiments et autres |
| ----------------------------------------------------------------------- | --- | --- |
| Première division Brigadier général William T. H. Brooks                | Première brigade Colonel Henry W. Brown (b) Colonel William H. Penrose Colonel Samuel L. Buck (b) Colonel William H. Penrose | - 1st New Jersey : Colonel Mark W. Collet (†), Lieutenant colonel William Henry, Jr. - 2nd New Jersey : Colonel Samuel L. Buck, Lieutenant colonel Charles Wiebecke - 3rd New Jersey : Commandant James W. H. Stickney - 15th New Jersey : Colonel William H. Penrose, Lieutenant colonel Edward L. Campbell - 23rd New Jersey : Colonel E. Burd Grubb |
| Première division Brigadier général William T. H. Brooks                | Deuxième brigade Brigadier général Joseph J. Bartlett                                                                        | - 5th Maine : Colonel Clark S. Edwards - 16th New York : Colonel Joel J. Seaver - 27th New York : Colonel Alexander D. Adams - 121st New York : Colonel Emory Upton - 96th Pennsylvania : Commandant William H. Lessig |
| Première division Brigadier général William T. H. Brooks                | Troisième brigade Brigadier général David A. Russell                                                                         | - 18th New York : Colonel George R. Myers - 32nd New York : Colonel Francis E. Pinto - 49th Pennsylvania: Lieutenant colonel Thomas M. Hulings - 95th Pennsylvania : Colonel Gustavus W. Town (†), Lieutenant colonel Elisha Hall (†), Capitaine Theodore H. McCalla - 119th Pennsylvania : Colonel Peter C. Ellmaker                                  |
| Première division Brigadier général William T. H. Brooks                | Artillerie Commandant John A. Tompkins                                                                                       | - Massachusetts Light, première batterie (A) : Capitaine William H. McCartney - New Jersey Light, batterie A : Premier lieutenant Augustine N. Parsons - Maryland Light, batterie A : Capitaine James H. Rigby - 2nd United States, batterie D : Premier lieutenant Edward B. Williston                                                                |
| Première division Brigadier général William T. H. Brooks                | Garde de la prévôté | - 4th New Jersey (compagnies A, C, et H) : Capitaine Charles Ewing |
| Deuxième division Brigadier général Albion P. Howe                      | Deuxième brigade Colonel Lewis A. Grant                                                                                      | - 26th New Jersey : Colonel Andrew J. Morrison, Lieutenant colonel Edward Martindale - 2nd Vermont : Colonel James H. Walbridge - 3rd Vermont : Colonel Thomas O. Seaver, Lieutenant colonel Samuel E. Pingree - 4th Vermont: Colonel Charles B. Stoughton - 5th Vermont : Lieutenant colonel John R. Lewis - 6th Vermont : Colonel Elisha L. Barney   |
| Deuxième division Brigadier général Albion P. Howe                      | Troisième brigade Brigadier général Thomas H. Neill                                                                          | - 7th Maine : Lieutenant colonel Seldon Connor - 21st New Jersey : Colonel Gilliam Van Houten (mb), Lieutenant colonel Isaac S. Mettler - 20th New York : Colonel Ernst Von Vegesack (b) - 33rd New York : Colonel Robert F. Taylor - 49th New York : Colonel Daniel D. Bidwell - 77th New York : Lieutenant colonel Winsor B. French                  |
| Deuxième division Brigadier général Albion P. Howe                      | Artillerie Commandant John Watts de Peyster Jr.                                                                              | - New York Light, première batterie : Capitaine Andrew Cowan - 5th United States, Battery F : Premier lieutenant Leonard Martin |
| Troisième division Major général John Newton                            | Première brigade Colonel Alexander Shaler                                                                                    | - 65th New York : Lieutenant colonel Joseph E. Hamblin - 67th New York: Colonel Nelson Cross - 122nd New York : Colonel Silas Titus - 23rd Pennsylvania : Colonel John Ely - 82nd Pennsylvania : Commandant Isaac C. Bassett |
| Troisième division Major général John Newton                            | Deuxième brigade Colonel William H. Browne (b) Colonel Henry L. Eustis                                                       | - 7th Massachusetts : Colonel Thomas D. Johns (b), Lieutenant colonel Franklin P. Harlow - 10th Massachusetts : Colonel Henry L. Eustis, Lieutenant colonel Joseph B. Parsons - 37th Massachusetts : Colonel Oliver Edwards - 36th New York : Lieutenant colonel James J. Walsh - 2nd Rhode Island : Colonel Horatio Rogers, Jr.                       |
| Troisième division Major général John Newton                            | Troisième brigade Brigadier général Frank Wheaton                                                                            | - 62nd New York : Lieutenant colonel Theodore B. Hamilton (b) - 93rd Pennsylvania : Capitaine John S. Long - 98th Pennsylvania : Colonel John F. Ballier (b), Lieutenant colonel George Wynkoop - 102nd Pennsylvania : Colonel Joseph M. Kinkead - 139th Pennsylvania : Colonel Frederick H. Collier                                                   |
| Troisième division Major général John Newton                            | Artillerie Capitaine Jeremiah McCarthy                                                                                       | - 1st New York Light, batteries C et D : Capitaine Jeremiah McCarthy - 2nd United States, batterie G : Premier lieutenant John H. Butler |
| Division légère Brigadier général Calvin E. Pratt Colonel Hiram Burnham | Infanterie | - 6th Maine : Lieutenant colonel Benjamin F. Harris - 31st New York : Colonel Frank Jones - 43rd New York : Colonel Benjamin F. Baker - 61st Pennsylvania : Colonel George C. Spear (†), Commandant George W. Dawson - 5th Wisconsin : Colonel Thomas S. Allen                                                                                         |
| Division légère Brigadier général Calvin E. Pratt Colonel Hiram Burnham | Artillerie | - New York Light Artillery, troisième batterie : Premier lieutenant William A. Harn |

### XIe corps
Major général Oliver O. Howard
Chef de l'artillerie :  Lieutenant colonel Louis Schirmer
Escorte :
- 1st Indiana Cavalry, compagnies I et K :  Capitaine Abram Sharra

| Division                                                                                          | Brigade                                                                    | Régiments et autres |
| ------------------------------------------------------------------------------------------------- | -------------------------------------------------------------------------- | --- |
| Première division Brigadier général Charles Devens, Jr. (b) Brigadier général Nathaniel C. McLean | Première brigade Colonel Leopold von Gilsa                                 | - 41st New York : Commandant Detleo Von Einsiedel - 45th New York : Colonel George von Amsberg - 54th New York : Lieutenant colonel Charles Ashby (PDG), Commandant Stephen Kovacs - 153rd Pennsylvania : Colonel Charles Glanz (PDG), Lieutenant colonel Jacob Dachrodt |
| Première division Brigadier général Charles Devens, Jr. (b) Brigadier général Nathaniel C. McLean | Deuxième brigade Brigadier général Nathaniel C. McLean Colonel John C. Lee | - 17th Connecticut : Colonel William H. Noble (b), Commandant Allen G. Brady - 25th Ohio : Colonel William P. Richardson (b), Commandant Jeremiah Williams - 55th Ohio : Colonel John C. Lee, Lieutenant colonel Charles B. Gambee - 75th Ohio : Colonel Robert Reily (†), Capitaine Benjamin Morgan - 107th Ohio: Colonel Seraphim Meyer (b) & (PDG), Lieutenant colonel Charles Mueller |
| Première division Brigadier général Charles Devens, Jr. (b) Brigadier général Nathaniel C. McLean | Artillerie                                                                 | - New York Light, treisième batterie : Capitaine Julius Dieckmann |
| Première division Brigadier général Charles Devens, Jr. (b) Brigadier général Nathaniel C. McLean | Garde de la prévôté                                                        | - 8th New York (1 compagnie) : Premier lieutenant Herman Rosenkranz |
| Deuxième division Brigadier général Adolph Von Steinwehr                                          | Première brigade Colonel Adolphus Buschbeck                                | - 29th New York : Lieutenant colonel Louis Hartmann (b), Commandant Alexander Von Schluembach - 154th New York : Colonel Patrick H. Jones (b), Lieutenant colonel Henry C. Loomis - 27th Pennsylvania : Lieutenant colonel Lorenz Cantador - 73rd Pennsylvania : Lieutenant colonel William Moore (b)                                                                                     |
| Deuxième division Brigadier général Adolph Von Steinwehr                                          | Deuxième brigade Brigadier général Francis C. Barlow                       | - 33rd Massachusetts : Colonel Adin B. Underwood - 134th New York : Colonel Charles Coster - 136th New York : Colonel James Wood - 73rd Ohio : Colonel Orland Smith |
| Deuxième division Brigadier général Adolph Von Steinwehr                                          | Artillerie                                                                 | - 1st New York Light, batterie I : Capitaine Michael Wiedrich |
| Troisième division Major général Carl Schurz                                                      | Première brigade Brigadier général Alexander Schimmelfennig                | - 82nd Illinois : Colonel Frederick Hecker (b), Commandant Ferdinand H. Rolshausen (b), Capitaine Jacob Lasalle - 68th New York : Colonel Gotthilf Bourry - 157th New York : Colonel Philip P. Brown, Jr. - 61st Ohio : Colonel Stephen J. McGroarty - 74th Pennsylvania : Lieutenant colonel Adolph Von Hartung                                                                          |
| Troisième division Major général Carl Schurz                                                      | Deuxième brigade Colonel Wlodzimierz Krzyzanowski                          | - 58th New York : Capitaine Frederick Braun (mb), Capitaine Emil Koenig - 119th New York : Colonel Elias Peissner (†), Lieutenant colonel John T. Lockman - 75th Pennsylvania : Colonel Francis Mahler - 26th Wisconsin : Colonel William H. Jacobs (b) |
| Troisième division Major général Carl Schurz                                                      | Non affecté                                                                | - 82nd Ohio : Colonel James S. Robinson |
| Troisième division Major général Carl Schurz                                                      | Artillerie                                                                 | - 1st Ohio Light, batterie I : Capitaine Hubert Dilger |
|                                                                                                   | Artillerie de réserve Lieutenant colonel Louis Schirmer                    | - New York Light, deuxième batterie : Capitaine Hermann Jahn - 1st Ohio Light, batterie K : Capitaine William L. DeBeck - 1st West Virginia Light, batterie C : Capitaine Wallace Hill |

### XIIe corps
Major général Henry W. Slocum
Chef de l'artillerie :  Capitaine Clermont L. Best
Garde de la prévôté :
- 10th Maine Battalion (3 compagnies) :  Capitaine John D. Beardsley

| Division                                                | Brigade                                                                    | Régiments et autres |
| ------------------------------------------------------- | -------------------------------------------------------------------------- | --- |
| Première division Brigadier général Alpheus S. Williams | Première brigade Brigadier général Joseph F. Knipe                         | - 5th Connecticut : Colonel Warren W. Packer (PDG), Lieutenant colonel James A. Betts, Commandant David F. Lane - 28th New York : Lieutenant colonel Elliott W. Cook (PDG), Commandant Theophilus Fitzgerald - 46th Pennsylvania : Commandant Cyrus Strous (mb), Capitaine Edward L. Witman - 128th Pennsylvania : Colonel Joseph A. Mathews (PDG), Commandant Cephas W. Dyer |
| Première division Brigadier général Alpheus S. Williams | Deuxième brigade Colonel Samuel Ross (b) Brigadier général Joseph F. Knipe | - 20th Connecticut : Lieutenant colonel William B. Wooster (PDG), Commandant Philo B. Buckingham - 3rd Maryland : Lieutenant colonel Gilbert P. Robinson - 123rd New York : Colonel Archibald L. McDougall - 145th New York : Colonel E. Livingston Price (b), Capitaine George W. Reid                                                                                       |
| Première division Brigadier général Alpheus S. Williams | Troisième brigade Brigadier général Thomas H. Ruger                        | - 27th Indiana : Colonel Silas Colgrove - 2nd Massachusetts : Colonel Samuel M. Quincy - 13th New Jersey : Colonel Ezra A. Carman, Commandant John Grimes (b), Capitaine George A. Beardsley - 107th New York : Colonel Alexander S. Diven - 3rd Wisconsin : Colonel William Hawley                                                                                           |
| Première division Brigadier général Alpheus S. Williams | Artillerie Capitaine Robert H. Fitzhugh                                    | - 1st New York Light, batterie K : Premier lieutenant Edward L. Bailey - 1st New York Light, batterie M : Premier lieutenant Charles E. Winegar (PDG), Premier lieutenant John D Woodbury - 4th United States, batterie F : Premier lieutenant Franklin B. Crosby (†), Premier lieutenant Edward D. Muhlenberg                                                                |
| Deuxième division Brigadier général John W. Geary       | Première brigade Colonel Charles Candy                                     | - 5th Ohio : Lieutenant colonel Robert L. Kilpatrick (b), Commandant Henry E. Symmes - 7th Ohio : Colonel William R. Creighton - 29th Ohio : Lieutenant colonel Thomas Clark - 66th Ohio : Lieutenant colonel Eugene Powell - 28th Pennsylvania : Commandant Lansford F. Chapman (†), Capitaine Conrad U. Meyer - 147th Pennsylvania : Lieutenant colonel Ario Pardee, Jr.    |
| Deuxième division Brigadier général John W. Geary       | Deuxième brigade Brigadier général Thomas L. Kane                          | - 29th Pennsylvania : Lieutenant colonel William Rickards, Jr. - 109th Pennsylvania : Colonel Henry J. Stainrook (†), Capitaine John Young, Jr. - 111th Pennsylvania : Colonel George A. Cobham, Jr. - 124th Pennsylvania : Lieutenant colonel Simon Litzenberg - 125th Pennsylvania : Colonel Jacob Higgins                                                                  |
| Deuxième division Brigadier général John W. Geary       | Troisième brigade Brigadier général George S. Greene                       | - 60th New York : Lieutenant colonel John C. O. Redington - 78th New York : Commandant Henry R. Stagg, Capitaine William H. Randall - 102nd New York : Colonel James C. Lane - 137th New York : Colonel David Ireland - 149th New York : Commandant Abel G. Cook (b), Capitaine Oliver T. May, Lieutenant colonel Koert S. Van Voorhis                                        |
| Deuxième division Brigadier général John W. Geary       | Artillerie Capitaine Joseph M. Knap                                        | - Pennsylvania Light, batterie E : Premier lieutenant Charles A. Atwell (b), Premier lieutenant James D. McGill - Pennsylvania Light, batterie F : Capitaine Robert B. Hampton (mb), Premier lieutenant James P. Fleming |

### Corps de cavalerie
Brigadier général George Stoneman
| Division                                               | Brigade | Régiments et autres |
| ------------------------------------------------------ | --- | --- |
| Première division Brigadier général Alfred Pleasonton  | Première brigade Colonel Benjamin F. Davis | - 8th Illinois : Lieutenant colonel David R. Clendenin - 3rd Indiana : Colonel George H. Chapman - 8th New York : Lieutenant colonel William L. Markell - 9th New York : Colonel William A. Sackett                                                        |
| Première division Brigadier général Alfred Pleasonton  | Deuxième brigade Colonel Thomas Devin | - 1st Michigan (compagnie L) : Premier lieutenant John K. Truax - 6th New York : Lieutenant colonel Duncan McVicar (†), Capitaine William E. Beardsley - 8th Pennsylvania : Commandant Pennock Huey - 17th Pennsylvania : Colonel Josiah H. Kellogg        |
| Première division Brigadier général Alfred Pleasonton  | Artillerie | - New York Light, sixième batterie : Premier lieutenant Joseph W. Martin |
| Deuxième division Brigadier général William W. Averell | Première brigade Colonel Horace B. Sargent | - 1st Massachusetts : Lieutenant colonel Greely S. Curtis - 4th New York : Colonel Louis P. Di Cesnola - 6th Ohio : Commandant Benjamin C. Stanhope - 1st Rhode Island : Lieutenant colonel John L. Thompson                                               |
| Deuxième division Brigadier général William W. Averell | Deuxième brigade Colonel John B. McIntosh | - 3rd Pennsylvania : Lieutenant colonel Edward S. Jones - 4th Pennsylvania : Lieutenant colonel William E. Doster - 16th Pennsylvania : Lieutenant colonel Lorenzo D. Rogers                                                                               |
| Deuxième division Brigadier général William W. Averell | Artillerie | - 2nd United States, batterie A : Capitaine John C. Tidball |
| Troisième division Brigadier général David McM. Gregg  | Première brigade Colonel H. Judson Kilpatrick | - 1st Maine : Colonel Calvin S. Donty - 2nd New York : Lieutenant colonel Henry E. Davies, Jr. - 10th New York : Lieutenant colonel William Irvine |
| Troisième division Brigadier général David McM. Gregg  | Deuxième brigade Colonel Percy Wyndham | - 12th Illinois : Lieutenant colonel Hasbrouck Davis - 1st Maryland : Lieutenant colonel James M. Deems - 1st New Jersey : Lieutenant colonel Virgil Brodrick - 1st Pennsylvania : Colonel John P. Taylor                                                  |
| Rapportant directement                                 | Brigade de réserve Brigadier général John Buford | - 6th Pennsylvania : Commandant Robert Morris, Jr. - 1st United States : Capitaine Richard S. C. Lord - 2nd United States : Commandant Charles J. Whiting - 5th United States : Capitaine James E. Harrison - 6th United States : Capitaine George C. Cram |
| Artillerie montée Capitaine James M. Robertson         | - 2nd United States, blbert O. Vincent - 2nd United States, batterie M : Premier lieutenant Robert Clarke - 4th United States, batterie E : Premier lieutenant Samuel S. Elder | |

### Artillerie
Brigadier général Henry J. Hunt
| Brigade                                                                             | Régiments et batteries |
| ----------------------------------------------------------------------------------- | --- |
| Artillerie de réserve Capitaine William M. Graham Brigadier général Robert O. Tyler | - 1st Connecticut Heavy, batterie B : Premier lieutenant Albert F. Brooker - 1st Connecticut Heavy, batterie M : Capitaine Franklin A. Pratt - New York Light, cinquième batterie : Capitaine Elie D. Taft - New York Light, quinzième batterie : Capitaine Patrick Hart - New York Light, vingt-neuvième batterie : Premier lieutenant Gustav Von Blucher - New York Light, trentième batterie : Capitaine Adolph Voegelee - New York Light, trente-deuxième batterie : Premier lieutenant George Gaston - 1st U.S., batterie K : Premier lieutenant Lorenzo Thomas, Jr - 3rd U.S., batterie C : Premier lieutenant Henry Meinell - 4th U.S., batterie G : Premier lieutenant Marcus Miller P. - 5th U.S., batterie K : Premier lieutenant David H. Kinzie - 32nd Massachusetts Infantry (compagnie C): Capitaine Josias C. Fuller |
| Garde du train                                                                      | - 4th New Jersey (7 compagnies) : Colonel William Birney, Capitaine Robert S. Johnston |